# Чирва, Ортон
Ортон Эдгар Чинголи Чирва (англ. Orton Edgar Ching'oli Chirwa; 30 января 1919 — 20 октября 1992) — малавийский юрист и политик. Антиколониальный лидер и первый барристер-африканец в колониальном Ньясаленде, после обретения независимости ставший министром юстиции и генеральным прокурором Малави. После конфликта с авторитарным президентом Малави Хастингсом Камузу Бандой он и его жена Вера были изгнаны из страны. После похищения за границей их судили в Малави по обвинению в государственной измене и приговорили к смертной казни. Amnesty International назвала пару узниками совести. Проведя почти одиннадцать лет в камере смертников в Малави, Ортон Чирва умер в тюрьме 20 октября 1992 года.

## Ранние годы
Ранние годы жизни Ортона Эдгара Чинг’оли Чирвы задокументированы скудно. Он получил образование в Университете Форт-Хэр в Южной Африке. В 1951 году он написал длинный меморандум, в котором приводил доводы против федерации с Южной Родезией, который был представлен министру по делам колоний Джеймсу Гриффитсу и министру по делам Содружества Патрику Гордону-Уокеру во время их визита в Ньясаленд в августе и сентябре 1951 года, чтобы оценить настроения африканцев по этому вопросу. Во время конференции в Ланкастер-хаус, созванной в 1952 году для обсуждения проекта федерации, он, облаченный в академические одежды, «очаровывал толпы своими тщательно аргументированными нападками на федеральный план на деревенских рынках и в залах собраний». К этому времени он уже четыре года вёл переписку с Хастингсом Бандой, который станет президентом страны после обретения ею независимости. Несмотря на широкое сопротивление, в 1953 году Ньясаленд был включен в Федерацию Родезии и Ньясаленда. В 1954 году Чирва объединился с Чарльзом Матингой и Эндрю Мпондой, чтобы сформировать недолговечную Ассоциацию прогрессивного развития Ньясаленда. Примерно в 1954—1956 годах Чирва был преподавателем в педагогическом колледже Домаси, где вместе с Дэвидом Рубадири и Алеком Ньясулу активно воспитывал у студентов политическое сознание.

## Политическая деятельность
В 1959 году британские колониальные власти запретили Африканский конгресс Ньясаленда (АКН) и арестовали большинство лидеров политической партии, включая Чирву и Банду в ходе массовой операции «Восход солнца». Ортон Чирва некоторое время содержался в тюрьме Хами близ Булавайо в Южной Родезии, пока не был освобождён 1 августа 1959 года. Он стал первым президентом Партии конгресса Малави (ПКМ), преемницы АКН, образованной 30 сентября 1959 года. Это вызвало некоторое противодействие, в частности, со стороны Каньямы Чиуме, который считал, что его репутация была запятнана связью с терпимой к Федерации Прогрессивной ассоциацией Ньясаленда. Высказывалось предположение, что британское правительство, могло питать надежды на то, что Чирва возьмет на себя руководство как умеренный националист, но вскоре стало ясно, что он просто «держал место» для Банды.
В ноябре 1959 года, когда Чирва посетил Иэна Маклеода, министра по делам колоний в консервативном правительстве Гарольда Макмиллана, то ясно дал понять, что ПКМ будет вести переговоры о независимости только под руководством Банды. Через три дня после освобождения Банды из тюрьмы Гвело 2 апреля 1960 года Ортон Чирва вместе с другими лидерами АКН пригласили его выдвинуться на пост руководителя ПКМ. Чирва ушел в отставку, и Банда взял на себя руководство партией, которая впоследствии привела Малави к независимости в 1964 году.
Гарольд Макмиллан посетил Ньясаленд в 1960 году, на что Чирва организовал акцию протеста 25 января в Блантайре. В преддверии выборов 1962 года и в 1963 году он открыто осуждал попытки других местных политиков формировать партии, оппозиционные МКП, при этом он сам и Дэвид Рубадира к этому времени открыто выступали за однопартийное правление.
Ортон Чирва был назначен парламентским секретарем в Министерстве юстиции (должность немного ниже министра) во временной администрации доктора Банды, которая вступила в должность в 1962 году. В преддверии выборов в Национальную ассамблею 1964 года он активно продвигал в качестве альтернативы существующей судебной системе использование спорных «традиционных судов» и подвергался резкой критике со стороны главного судьи и губернатора Глина Джонса за неспособность расследовать сотни случаев политически мотивированного запугивания в форме нападений, убийств, поджогов и уничтожения урожая, а также случаев давления на Свидетелей Иеговы. В 1963 году он пригрозил выдвинуть обвинения против Nyasaland Times в соответствии с Законом о подстрекательстве к мятежу из-за публикаций в газете об оппозиционных политических партиях.
В 1964 году он стал министром юстиции и генеральным прокурором независимой Малави, но вскоре вместе с другими министрами ушёл в отставку в результате кризиса кабинета министров 1964 года. После этого он попытался примириться с Бандой, но был жестоко избит телохранителем последнего после встречи с президентом в Доме правительства. 23 октября 1964 года в Зомбе был убит заместитель вождя Тимбири из избирательного округа Чирвы, и полиция заявила, что у них есть доказательства причастности последнего. В начале ноября тот бежал в Дар-эс-Салам вместе со своей женой Верой Чирвой.

## Изгнание и преследование
Принужденная авторитарной политикой Банды покинуть Малави, чета Чирва обосновалась в Танзании, где Ортон преподавал и занимался юридической практикой. Он сформировал новую политическую партию — Движение за свободу Малави. Во время визита на восток Замбии со своим младшим сыном Фумбани в канун Рождества 1981 года семья Чирва была похищена силами безопасности Малави и доставлена на родину по обвинению в государственной измене; на публику было объявлено, что они сами пытались проникнуть в Малави.
По иронии судьбы, дело супругов Чирва рассматривал «традиционный» суд того типа, введение которого в 1962 году отстаивал сам Ортон. Будучи адвокатами по профессии, оба обвиняемых вели свою защиту самостоятельно, поскольку судьи, назначенные пожизненным президентом Бандой не допускали адвокатов защиты на судебный процесс, длившийся два месяца. В 1983 году меньшинство судей апелляционной инстанции, имевших юридическое образование, выступило против обвинительного приговора, но он был отклонен большинством, состоящим из традиционных вождей.
На суде Чирвы заявили, что их похитили из Замбии в декабре 1981 года. Это, как и обвинение в заговоре с целью свержения правительства за пределами Малави, означало, что на дело не должна была распространяться юрисдикция традиционных судов. Дело о государственной измене, которое рассматривалось против в Южном региональном традиционном суде в 1983 году, основывалось на рукописных документах, которые, как утверждается, были найдены у них при аресте, на «экспертных» показаниях полицейского о том, что они действительно были написаны рукой Ортона Чирвы, и на неподписанное заявление, якобы сделанное последним. Чирва не разрешили вызывать свидетелей из-за пределов Малави, оба были приговорены к смертной казни и отправлены в центральную тюрьму в Зомбе.
В апелляции в Национальный традиционный апелляционный суд были подвергнуты критике отказ суда низшей инстанции допустить свидетелей защиты и принятие им неподписанного заявления, а меньшинство судей не согласилось с тем, что создание неопубликованных рукописных документов равносильно государственной измене. Однако апелляционный суд пришёл к поразительному выводу, что, даже если традиционные суды не имеют юридической юрисдикции, у них есть традиционное право судить супругов Чирва, и что (несмотря на недостатки в рассмотрении дела судом низшей инстанции) их решение было правильным и должно остаться в силе. Смертные приговоры были смягчены, но Ортон Чирва в итоге умер в тюрьме. Вера Чирва была освобождена из тюрьмы в 1993 году спустя почти 12 лет заключения, большую часть которого она провела в одиночной камере.

## Смерть и семья
В тюрьме Зомба Ортон Чирва содержался в одиночной камере, и ему не разрешалось общаться с внешним миром. В течение восьми лет ему даже не разрешали видеться с женой Верой, которая содержалась в той же тюрьме. В 1990 году Amnesty International назвала пару узниками совести. Осенью 1992 года, когда делегации британских юристов разрешили посетить Ортона и Веру в тюрьме, Чирва смогли впервые за 8 лет воссоединиться. По словам британских адвокатов, на момент встречи Ортон практически оглох и ослеп из-за невылеченной катаракты. Политзаключённый умер в своей камере три недели спустя в возрасте 73 лет.
Нкондо Чирва, второй сын Ортона и Веры, неожиданно скончался 18 октября 2016 года в Кендале (графство Камбрия, Англия), который долгие годы был родным городом для него и его детей. Он похоронен на кладбище Парксайд в Кендале. На его похоронах была отдана дань уважения Amnesty International за ее усилия в интересах семьи Чирва.